# سارة بيركنز
سارة بيركنز (من مواليد 26 يوليو 1993) هي لاعبة كرة قدم أسترالية تلعب في جولد كوست صنز في مسابقة AFL للسيدات. لعبت سابقًا 20 مباراة في أديلايد وملبورن.